# Eurya tsingpienensis
Eurya tsingpienensis är en tvåhjärtbladig växtart som beskrevs av Hu Hsien-Hsu. Eurya tsingpienensis ingår i släktet Eurya och familjen Pentaphylacaceae. Inga underarter finns listade i Catalogue of Life.